# ماکس الیوت اسلید
ماکس الیوت اسلید (انگلیسی: Max Elliott Slade؛ زادهٔ ۴ ژوئیهٔ ۱۹۸۰) یک هنرپیشه، و نوازنده اهل ایالات متحده آمریکا است. وی بین سال‌های ۱۹۸۹ تا ۱۹۹۶ میلادی فعالیت می‌کرد.